# 銷售工程
銷售工程（英語：Sales engineering），混合了銷售與工程學而形成的領域，存在於許多工業與商品市場中。在一些特定市場中，消費者及廠商在進行購買時，注意的不只是外形、風格與價格，而更注意其技術特性，因此在進行銷售時，需要以工程技術來說服消費者進行購買，並為顧客特製化部份工能。負責銷售工程的人員，稱為銷售工程師（sales engineer），也被稱為系統工程師（Systems Engineer）、消費者工程師（Customer Engineer）、顧問（consultant）、技術經理（Technical Account Manager）或現場應用工程師（Field Applications Engineer，FAE）。他們的角色介於業務人員、顧問與工程師之間，在銷售前及銷售後，他們為顧客提供諮詢，了解顧客的使用環境及需求，提出解決方案，並解決顧客在應用上的疑難，以完成銷售的任務。